# Општина Строешти (Валча)
Строешти (рум. Stroeşti) општина је у Румунији у округу Валча.
Oпштина се налази на надморској висини од 509 m.